# Bataille de Redinha
Guerre d'indépendance espagnole
Batailles
- Astorga (03-1810)
- Ciudad Rodrigo (04-1810)
- Barquilla (07-1810)
- La Côa (07-1810)
- Almeida (07-1810)
- Villagarcia (08-1810)
- Trant
- Fuente de Cantos (09-1810)
- Buçaco (09-1810)
- Torres Vedras
- Pombal (03-1811)
- Redinha (03-1811)
- Condeixa
- Casal Novo (03-1811)
- Foz de Arouce (03-1811)
- Sabugal (04-1811)
- Fuentes de Oñoro (05-1811)
- Almeida  (04-1811)

La bataille de Redinha eut lieu le 12 mars 1811 à Redinha au Portugal.

## Contexte
L'armée française bat en retraite depuis le 4 mars 1811. C'est le Maréchal Ney qui commande l'arrière garde qui se compose du 6e corps. Après avoir livré à Pombal une première action de retardement, l'armée française s'arrête sur les hauteurs de Redinha.

## Bataille
En février 1810, Masséna, bloqué pendant six mois aux lignes de Torres Vedras, affamé et démoralisé, accepta les conseils de ses lieutenants abattus et commença à préparer le retrait de l'armée française du Portugal. Par son sang-froid coutumier, Masséna donna des ordres appelant l'armée à quitter le Tage brusquement entre le 4 et le 6 mars, dans le but de faire de Coimbra une base permettant de jeter des ponts sur le fleuve Mondego et de permettre à l'armée de passer en sécurité. Les Français poursuivirent un mouvement rétrograde dans la vallée de la Mondego - que Masséna avait longtemps envisagé, ne serait-ce que par les ordres express de Napoléon lui interdisant de quitter le Tage - dans l'espoir d'un meilleur pays à fourrager alors qu'ils épuisaient leurs dernières réserves de biscuits.
Conscient que ses mesures préliminaires consistant à canaliser des hommes blessés ou malades, des armes lourdes et de gros chariots alerteraient les Britanniques et les Portugais de ses intentions, Masséna prit des mesures pour empêcher une tentative des Alliés contre ses lignes. Dans la vallée du Tage, où les Français étaient établis en profondeur, une poignée de baïonnettes suffirait pour tenir Wellington à distance, mais le long des routes côtières, des mouvements rapides pourraient permettre à l'ennemi de s'emparer de Leiria, Pombal ou Condeixa, coupant la ligne française se retirer et forcer Masséna vers le sud dans la vallée de Zêzere, une région inhospitalière et dangereuse. Le 5 mars, tous les corps de l'armée française étaient en mouvement: une concentration à Punhete sous Loison masquait des mouvements plus larges, Loison feignant d'essayer de forcer le Tage. Le maréchal Ney a couru de Tomar vers les hauteurs de Leiria avec deux divisions (Mermet et Marchand) et une brigade de cavalerie (Montbrun), ajoutant la division de Conroux à la marche et mettant environ 22 000 hommes à l'approche de la mer. Pendant ce temps, Reynier a déménagé de Santarém à Tomar, en descendant les hauteurs de Miranda do Corvo et en s’installant sur la rive gauche du Mondego. Junot se dirigeait vers Torres Novas, passant devant Ney, traversant Pombal et rejoignant Coimbra. Loison, après avoir détruit les ponts de leurres à Punhete le 7 mars, rejoint Ney à Leiria, formant l’arrière-garde de Masséna.

### Wellington se déplace
Les Alliés restèrent immobiles du 4 au 6 mars, surveillant les manœuvres françaises et essayant de discerner les intentions de Masséna avec certitude. Pour Wellington, le retrait apparent des Français était en soi un soulagement bienvenu, et le général choisit d'attendre les événements plutôt que de risquer de compromettre son avantage par des actions précipitées contre l'ennemi. À l'insu des Français, toutefois, plusieurs détachements alliés (principalement des recrues portugaises) avaient déjà occupé de nombreux postes le long du Mondego. En conséquence, les Alliés ne marchèrent pas avant le 6 au matin, Wellington dirigeant une poursuite prudente de Ney.
Les partis français sous Montbrun ont reconnu le Mondego le matin du 11 mars, mais ont trouvé le fleuve inondé, impossible à traverser et Coimbra occupée par la milice portugaise dirigée par Nicholas Trant. Le lendemain, un site a été découvert à Pereira, à huit milles en amont, où la rivière pourrait être traversée par un ensemble de ponts, ce qui permettrait de gagner environ 36 heures pour leur construction.

### Pombal
Le premier échec de Wellington a eu lieu au village de Pombal, que Ney a initialement cédé aux colonnes des Alliés sans se battre le matin du 11 mars. Alors que les Britanniques entraient dans le village, Ney ordonna un virage brusque et la contre-attaque avec trois bataillons repoussant l'ennemi de la ville et jetant le désordre dans les colonnes britanniques, certaines troupes étant entraînées dans la rivière et noyées. Les bataillons français ont ensuite mis à Pombal le feu, bloquant la poursuite des Alliés et procurant à Masséna les heures cruciales nécessaires à l'occupation de Coimbra - même si, en fin de compte, l'occasion a été manquée.

### Mouvements initiaux
Wellington a avancé son armée en trois colonnes, la droite composée des divisions de Picton et Pack, la gauche d'Erskine et le centre des troupes de Cole, soutenues par la cavalerie dirigée par John Slade, Wellington a tenté de contourner la position de Ney. Quand une colonne se rapprochait, les Français attaquaient avec (selon le terrain) des tirs de mousquet, des baïonnettes ou de la cavalerie. Chaque fois que les colonnes alliées pressaient trop les Français, ses troupes prenaient la colonne dans le flanc et la repoussaient.

### Combat de Redinha
L'arrière-garde de Ney a créé une nouvelle position sur les hauteurs au bord de la rivière Soure, donnant sur les alliés se déplaçant dans une petite plaine d'un côté et le village de Redinha et la rivière Ancos de l'autre. Ses troupes formaient deux lignes de rang, soutenues par de l'artillerie, des tirailleurs placés à des emplacements stratégiques à l'avant et une cavalerie placée plus en arrière. Lorsque la division légère, la division portugaise de Pack et la 3e division de Picton ont été rejointes par la 4e division, Wellington a commencé son attaque. La 3e division attaqua les tirailleurs sur les hauteurs de la gauche française, la division légère attaqua ceux de droite, les troupes de Cole s'avançant sur le centre français.
La division de Picton a réussi à maîtriser les sommets et les Français ont reculé. Les alliés ont suivi, mais ont été mis à portée des six canons de Ney et les Britanniques se sont repliés avec de lourdes pertes. Une charge à la baïonnette de trois petits bataillons des 27e, 59e et tous les tirailleurs de Ney a ramené les Britanniques et les Portugais jusqu'au pied des hauteurs. À la droite de Ney, la division Lumière subit un sort similaire. Ils ont réussi à expulser les tirailleurs français postés dans le bois mais ont été retrouvés et repoussés par l'infanterie et la cavalerie à l'abri des regards. Les hommes de Cole étaient incapables de progresser.
Les deux flancs refoulés, Wellington a avancé son centre pour attaquer la position des Français en avant. Ney a répondu avec le 25e Léger et le 50e de ligne, soutenus par l'artillerie et le 3e Hussards et le 6e Dragons. Il y eut un tir de mousqueterie et d'artillerie, suivi d'une autre charge de baïonnette et de cavalerie, et le centre anglo-portugais fut plongé dans la confusion. À ce moment-là, lorsque le centre allié a faibli, Ney aurait été sur le point de remporter une victoire spectaculaire s'il avait pu mieux engager la division de Mermet, entraînant les alliés dans la vallée d'Arunca. Mais le duc d’Elchingen fit preuve de prudence et rappela ses troupes sur le pont. Pendant une heure, il repoussa les assauts de sa position, brisant les rangs des Anglo-Portugais sous un tir intense.
À quatre heures, Ney avait brisé tous les assauts des alliés, jusqu'à ce que Wellington rassemble toute son armée sur quatre lignes et les propulse sur la position française, tentant à nouveau de tourner les deux flancs. Ney, n'ayant plus aucune réserve, a tiré une salve de ses canons, créant ainsi un écran de fumée dissimulant le retrait de ses troupes de l'autre côté de la rivière. Redinha a été mis au feu lui aussi et Ney a pris une nouvelle position de l'autre côté de la rivière Ancos. Wellington a de nouveau tenté de tourner les deux flancs, mais Ney a retiré son arrière-garde pour éviter d'être pris au piège et s'est retiré dans le village de Condeixa.

## Conséquences
Les deux positions de Ney réussirent à retarder les alliés d'une journée entière, Wellington ne parvenant qu'à avancer de seize kilomètres en vingt-quatre heures. Le prochain affrontement de Wellington avec l'arrière-garde de Ney a eu lieu le lendemain, le 13 mars, à Condeixa. Cette fois, la division de Picton a manœuvré pour tenter de couper le contingent de Ney du corps principal de l'armée, le forçant ainsi à se retirer rapidement sans trop de résistance. L'historien britannique Charles Oman place les pertes françaises à Redinha à 14 officiers et 213 hommes, tous de la division Mermet, alors que les pertes alliées étaient de 12 officiers et 193 hommes, principalement de la 3e et de la division légère. D'autres sources comme l'homme d'État et historien français Adolphe Thiers cite un nombre beaucoup plus important de pertes pour les Britanniques comptant environ 1 800 hommes contre seulement 150 hommes pour les Français.
Les contemporains de Wellington, français et britanniques, ont critiqué sa gestion de la bataille. Un dissident improbable était le Baron de Marbot qui, en tant que témoin oculaire, considérait la bataille sans conséquence et déplore le faux orgueil de deux généraux qui ont coûté la vie à tant de braves sans résultat. En fait, Wellington savait que s'il avançait sur le VI Corps de Ney, une autre colonne française était sur son flanc (division Loison à Rabaçal, à environ 8 km à l'est) et que le VIII Corps n'était pas loin car des retardataires avaient été récupérés plus tôt dans la matinée. Il a donc procédé avec prudence, ne voulant pas risquer un engagement précipité et potentiellement coûteux en n'étant pas pleinement conscient des dispositions françaises. L'historien John Fortescue a également défendu Wellington, affirmant que :

« Il n'est en aucun cas certain que Wellington ait fait preuve d'une prudence excessive. [...] Son armée était toujours la seule armée d'Angleterre; et il n'aurait servi à rien de perdre un certain nombre d'hommes dans un engagement partiel alors que le même résultat pouvait être atteint avec quelques heures de retard. Le pays était idéal pour les actions d'arrière-garde ; Bien que la retraite de Masséna ne soit pas une armée battue, et la plupart de ses généraux étaient des tacticiens habiles et expérimentés. »

Ney a été félicité pour sa remarquable maniabilité de l'arrière-garde. La conduite de la retraite de Ney a suscité de nombreux éloges de la part de plusieurs commandants britanniques, dont Sir Thomas Picton, qui estimaient que Ney avait bien géré l'affaire. "À Redinha, Ney a de nouveau tourné, utilisant Mermet et Marchand dans une autre action d'arrière-garde habile, causant de nouveaux retards à Wellington." Pour la perte de 229 hommes, il avait tenu Wellington debout pendant une journée entière, donnant à Masséna le temps nécessaire pour se frayer un chemin à travers le fleuve Mondego. "Ney avait atteint ses objectifs, il avait protégé l'arrière de l'armée, l'arrière-garde de son propre corps avait été retirée en toute sécurité et Wellington avait été retardé d'un jour.".
Malheureusement pour les Français, Masséna n'a pas su profiter du répit. Surtout, dans le temps gagné par Ney, Masséna n'avait pas tenté de coup de force contre Coimbra, même si la garnison plutôt faible de Trant avait l'ordre de se retirer immédiatement si elle était fortement pressée. À la fin du 12 mars, les Français étaient toujours au sud du fleuve et risquaient d'être piégés par Wellington. La seule route alternative ouverte à Masséna était de se retirer à l'est vers la frontière espagnole, et la seule route disponible menait à l'est de Condeixa. Alors que les Britanniques se trouvaient à proximité de ce village, le matin du 13 mars, Masséna entama la longue et coûteuse retraite vers l'Espagne qui marqua l'échec complet de sa grande invasion du Portugal.
L' action suivante aurait lieu à Condeixa le lendemain, suivie des batailles de Casal de Novo et enfin de Foz de Arouce.